# A Diósgyőri VTK 2004–2005-ös szezonja
A Diósgyőri VTK 2004–2005-ös szezonja szócikk a Diósgyőri VTK első számú férfi labdarúgócsapatának egy szezonjáról szól, mely összességében a 39. idénye a csapatnak a magyar első osztályban. A klub fennállásának ekkor volt a 94. évfordulója. A csapat ekkor került vissza a labdarúgó NB I-be.

## Mérkőzések
| Színmagyarázat | Színmagyarázat |
| -------------- | -------------- |
|                | Győzelem.      |
|                | Döntetlen.     |
|                | Vereség.       |

### Arany Ászok Liga 2004–05

#### Őszi fordulók
| 1. forduló 2004. augusztus 7. 20:00 |

| Diósgyőr                  | 1 – 3   | Lombard Pápa                                           |
| ------------------------- | ------- | ------------------------------------------------------ |
| Müller 81' 43' Katona 36' | (0 – 1) | Róth 12' Usvat 83' (11-esből) Medveď 90' Farkas A. 44' |

| DVTK-stadion, Miskolc Nézőszám: 8 000 Játékvezető: Bede Ferenc (magyar) |

| 2. forduló 2004. augusztus 14. 20:00 |

| Ferencváros                    | 2 – 1   | Diósgyőr              |
| ------------------------------ | ------- | --------------------- |
| Vágner 32' Tőzsér 80' Sasu 83' | (1 – 0) | Tisza 73' Vitelki 26' |

| Üllői út, Budapest Nézőszám: 5 907 Játékvezető: Sápi Csaba (magyar) |

| 3. forduló 2004. augusztus 22. 11:30 |

| Diósgyőr   | 0 – 2   | Debreceni VSC                             |
| ---------- | ------- | ----------------------------------------- |
| Müller 14' | (0 – 2) | Vitelki 15' (öngól) Kiss 43' Szatmári 62' |

| DVTK-stadion, Miskolc Nézőszám: 3 500 Játékvezető: Megyebíró János (magyar) |

| 4. forduló 2004. augusztus 28. 20:00 |

| Pécsi MFC                      | 2 – 1   | Diósgyőr                           |
| ------------------------------ | ------- | ---------------------------------- |
| Horváth 43' 89' 2' Kóczián 71' | (1 – 0) | Vitelki 90+1' Máté 40' Hornyák 42' |

| PMFC Stadion, Pécs Nézőszám: 3 000 Játékvezető: Erdős József (magyar) |

| 5. forduló 2004. szeptember 19. 17:00 |

| Diósgyőr                                            | 2 – 1   | Zalaegerszegi TE                              |
| --------------------------------------------------- | ------- | --------------------------------------------- |
| Tisza 15' 72' (11-esből) 52' Polyák 48' Horváth 83' | (1 – 0) | Waltner 69' Janjić 16' Csóka 80' Sebők V. 88' |

| DVTK-stadion, Miskolc Nézőszám: 3 000 Játékvezető: Saskőy Szabolcs (magyar) |

| 6. forduló 2004. szeptember 18. 18:00 |

| Budapest Honvéd         | 2 – 1   | Diósgyőr                    |
| ----------------------- | ------- | --------------------------- |
| Vámosi 16' Csobánki 18' | (2 – 0) | Máté 77' Tisza 65' Papp 84' |

| Bozsik József Stadion, Budapest Nézőszám: 1 500 Játékvezető: Makai János (magyar) |

| 7. forduló 2004. szeptember 25. 18:00 |

| Diósgyőr              | 2 – 3   | Győri ETO                                  |
| --------------------- | ------- | ------------------------------------------ |
| Tisza 89' Egressy 90' | (0 – 1) | Vincze O. 23' 80' (11-esből) 24' Varga 61' |

| DVTK-stadion, Miskolc Nézőszám: 5 000 Játékvezető: Sápi Csaba (magyar) |

| 8. forduló 2004. október 2. 18:00 |

| Diósgyőr                                              | 1 – 0   | Előre FC Békéscsaba |
| ----------------------------------------------------- | ------- | ------------------- |
| Tisza 63' Máté 31' Mogyorósi 46' Papp 67' Hornyák 78' | (0 – 0) | Ursz 50' Grujić 60' |

| DVTK-stadion, Miskolc Nézőszám: 4 000 Játékvezető: Arany Tamás (magyar) |

| 9. forduló 2004. október 16. 17:00 |

| Videoton                     | 3 – 0   | Diósgyőr   |
| ---------------------------- | ------- | ---------- |
| Schwarcz 4' Tóth 64' 88' 85' | (1 – 0) | Müller 17' |

| Sóstói Stadion, Székesfehérvár Nézőszám: 700 Játékvezető: Hanacsek Attila (magyar) |

| 10. forduló 2004. október 23. 17:00 |

| Diósgyőr                   | 2 – 2   | MTK Budapest         |
| -------------------------- | ------- | -------------------- |
| Virágh 35' 36' Egressy 65' | (1 – 1) | Welton 25' Illés 60' |

| DVTK-stadion, Miskolc Nézőszám: 5 000 Játékvezető: Bede Ferenc (magyar) |

| 11. forduló 2004. október 30. 17:00 |

| Kaposvári Rákóczi              | 0 – 1   | Diósgyőr                                 |
| ------------------------------ | ------- | ---------------------------------------- |
| Zahorecz 19' Máté 21' Tóth 87' | (0 – 1) | Polyák 15' 38' Mogyorósi 68' Vitelki 86' |

| Rákóczi Stadion, Kaposvár Nézőszám: 3 000 Játékvezető: Makai János (magyar) |

| 12. forduló 2004. november 6. 16:00 |

| Diósgyőr | 0 – 1   | Nyíregyháza Spartacus                     |
| -------- | ------- | ----------------------------------------- |
|          | (0 – 1) | Vasas 23' Tóth 55' Szatke 62' Csillag 84' |

| DVTK-stadion, Miskolc Nézőszám: 10 000 Játékvezető: Vad II. István (magyar) |

| 13. forduló 2004. november 10. 18:00 |

| Vasas                                                       | 3 – 1   | Diósgyőr                                     |
| ----------------------------------------------------------- | ------- | -------------------------------------------- |
| Horváth 18' Ferenczi 62' (11-esből) Molnár 69' Ködöböcz 28' | (1 – 0) | Vitelki 76' Máté 25' Horváth 61′ Hornyák 83' |

| Illovszky Rudolf Stadion, Budapest Nézőszám: 3 000 Játékvezető: Sápi Csaba (magyar) |

| 14. forduló 2004. november 20. 16:00 |

| Diósgyőr        | 1 – 0   | FC Sopron                        |
| --------------- | ------- | -------------------------------- |
| Egressy 66' 21' | (0 – 0) | Pintér 18' Horváth 38' Lazić 45' |

| DVTK-stadion, Miskolc Nézőszám: 3 500 Játékvezető: Világi Balázs (magyar) |

| 15. forduló 2004. november 27. 16:00 |

| Újpest                                    | 4 – 1   | Diósgyőr    |
| ----------------------------------------- | ------- | ----------- |
| Kovács 14' Rajczi 34' Tamási 57' Tóth 64' | (2 – 1) | Egressy 19' |

| Szusza Ferenc Stadion, Budapest Nézőszám: 3 135 Játékvezető: Arany Tamás (magyar) |

#### Tavaszi fordulók
| 16. forduló 2005. március 12. 14:30 |

| Lombard Pápa                                    | 1 – 2   | Diósgyőr                                                       |
| ----------------------------------------------- | ------- | -------------------------------------------------------------- |
| Szabó T. 81' (11-esből) Milcea 11' Szabó Z. 75' | (0 – 1) | Müller 9' Tisza 70' 11' Katona 4' Urai 61' Halgas 62' Máté 81' |

| Perutz Stadion, Pápa Nézőszám: 1 600 Játékvezető: Kassai Viktor (magyar) |

| 17. forduló 2005. március 16. 18:00 |

| Diósgyőr                                                    | 2 – 3   | Ferencváros                                                                    |
| ----------------------------------------------------------- | ------- | ------------------------------------------------------------------------------ |
| Siminić 19' Mogyoródi 38' Gáspár 8' Dianu 43' Mogyorósi 54' | (2 – 1) | Sowunmi 2' Rósa 72' Bajevszki 84' Vágner 12' Gyepes 45' Bognár 69' Lipcsei 78' |

| DVTK-stadion, Miskolc Nézőszám: 13 000 Játékvezető: Megyebíró János (magyar) |

| 18. forduló 2005. március 19. 18:00 |

| Debreceni VSC                                           | 1 – 0   | Diósgyőr                          |
| ------------------------------------------------------- | ------- | --------------------------------- |
| Sándor 65' Kerekes 50' Komlósi 69' Habi 86' Hegedűs 90' | (0 – 0) | Mogyoródi 36' Tisza 45' Dianu 70' |

| Oláh Gábor utcai stadion, Debrecen Nézőszám: 6 000 Játékvezető: Bede Ferenc (magyar) |

| 19. forduló 2005. április 2. 19:00 |

| Diósgyőr            | 1 – 0   | Pécsi MFC                |
| ------------------- | ------- | ------------------------ |
| Máté 50' Müller 90′ | (0 – 0) | Schindler 17' Lantos 62' |

| DVTK-stadion, Miskolc Nézőszám: 5 000 Játékvezető: Vad II. István (magyar) |

| 20. forduló 2005. április 9. 19:00 |

| Zalaegerszegi TE                                | 3 – 2   | Diósgyőr                                        |
| ----------------------------------------------- | ------- | ----------------------------------------------- |
| Kocsárdi 10' Józsi 45' Andorka 51' Sebők J. 88' | (2 – 0) | Tisza 70' 86′ Egressy 74' Katona 20' Halgas 90' |

| ZTE Aréna, Zalaegerszeg Nézőszám: 2 000 Játékvezető: Sóthy András (magyar) |

| 21. forduló 2005. április 13. 18:00 |

| Diósgyőr                                                                         | 5 – 1   | Budapest Honvéd            |
| -------------------------------------------------------------------------------- | ------- | -------------------------- |
| Sipeki 6' 66' Egressy 23' (11-esből) Gáspár 51' Siminic 61' Dianu 32' Katona 85' | (2 – 1) | Vén 32' Dobos 34' Lobo 89' |

| DVTK-stadion, Miskolc Nézőszám: 4 000 Játékvezető: Sápi Csaba (magyar) |

| 22. forduló 2005. április 16. 19:00 |

| Győri ETO                                         | 2 – 1   | Diósgyőr                              |
| ------------------------------------------------- | ------- | ------------------------------------- |
| Kenesei 7' Priskin 72' 73' Jäkl 28' Vincze O. 29' | (1 – 0) | Egressy 82' Mogyoródi 23' Vitelki 89' |

| ETO Park, Győr Nézőszám: 5 000 Játékvezető: Saskőy Szabolcs (magyar) |

| 23. forduló 2005. április 23. 19:00 |

| Előre FC Békéscsaba | 0 – 2   | Diósgyőr                                                   |
| ------------------- | ------- | ---------------------------------------------------------- |
| Ursz 82′            | (0 – 1) | Egressy 17' (11-esből) Tisza 88' Mogyorósi 42' Hompoth 66′ |

| Kórház utcai stadion, Békéscsaba Nézőszám: 2 000 Játékvezető: Bede Ferenc (magyar) |

| 24. forduló 2005. április 27. 18:00 |

| Diósgyőr                                         | 3 – 1   | FC Fehérvár                                                                          |
| ------------------------------------------------ | ------- | ------------------------------------------------------------------------------------ |
| Egressy 73' 76' Tisza 90' Máté 57' Mogyorósi 83' | (0 – 0) | Kuttor 33' 90' Lattenstein 40' Vincze 42' Tereánszki-Tóth 60' Fehér 89' Schwarcz 90′ |

| DVTK-stadion, Miskolc Nézőszám: 6 300 Játékvezető: Dubraviczky Attila (magyar) |

| 25. forduló 2005. április 30. 19:00 |

| MTK Budapest | 0 – 0   | Diósgyőr                 |
| ------------ | ------- | ------------------------ |
| Illés 85'    | (0 – 0) | Belényesi 68' Polyák 86' |

| Hidegkuti Nándor Stadion, Budapest Nézőszám: 1 500 Játékvezető: Szarka Zoltán (magyar) |

| 26. forduló 2005. május 4. 18:00 |

| Diósgyőr                       | 2 – 0   | Kaposvári Rákóczi       |
| ------------------------------ | ------- | ----------------------- |
| Gáspár 52' Máté 67' Katona 44' | (0 – 0) | Farkas 57' Andruskó 68' |

| DVTK-stadion, Miskolc Nézőszám: 5 000 Játékvezető: Arany Tamás (magyar) |

| 27. forduló 2005. május 7. 17:30 |

| Nyíregyháza Spartacus                                    | 2 – 2   | Diósgyőr                                                |
| -------------------------------------------------------- | ------- | ------------------------------------------------------- |
| Vasas 51' 60' 54' Tímár 36' Laskai 58' Geri 82' Cipf 87' | (0 – 0) | Tisza 78' Siminic 88' Mogyorósi 53' Máté 59′ Gáspár 71' |

| Nyíregyháza Városi Stadion, Nyíregyháza Nézőszám: 5 000 Játékvezető: Bede Ferenc (magyar) |

| 28. forduló 2005. május 14. 19:00 |

| Diósgyőr              | 0 – 0   | Vasas               |
| --------------------- | ------- | ------------------- |
| Dianu 34' Vitelki 73' | (0 – 0) | Molnár 16' Gaál 82' |

| DVTK-stadion, Miskolc Nézőszám: 8 000 Játékvezető: Hanacsek Attila (magyar) |

| 29. forduló 2005. május 21. 18:00 |

| FC Sopron                            | 0 – 1   | Diósgyőr                           |
| ------------------------------------ | ------- | ---------------------------------- |
| Bárányos 29' Fehér 75' Horváth 90+2' | (0 – 1) | Sipeki 36' Katona 71' Halgas 90+1' |

| Káposztás utcai Stadion, Sopron Nézőszám: 3 500 Játékvezető: Kassai Viktor (magyar) |

| 30. forduló 2005. május 26. 18:00 |

| Diósgyőr                           | 1 – 3   | Újpest                                             |
| ---------------------------------- | ------- | -------------------------------------------------- |
| Gáspár 53' Hompoth 27' Siminic 76' | (0 – 1) | Juhár 13' Rajczi 80' 90+1' Polonkai 10' Kovács 89' |

| DVTK-stadion, Miskolc Nézőszám: 12 000 Játékvezető: Sápi Csaba (magyar) |

#### A végeredmény
|    | Csapat                      | Játszott | Gy | D  | V  | L  | K  | GK  | Pont |
| -- | --------------------------- | -------- | -- | -- | -- | -- | -- | --- | ---- |
| 1  | Debreceni VSC-AVE Ásványvíz | 30       | 19 | 5  | 6  | 57 | 25 | +32 | 62   |
| 2  | Ferencvárosi TC             | 30       | 17 | 5  | 8  | 56 | 31 | +25 | 56   |
| 3  | MTK Budapest1               | 30       | 16 | 9  | 5  | 47 | 26 | +21 | 56   |
| 4  | Újpest FC                   | 30       | 15 | 10 | 5  | 60 | 34 | +26 | 55   |
| 5  | Győri ETO FC                | 30       | 16 | 6  | 8  | 44 | 32 | +12 | 54   |
| 6  | Zalaegerszegi TE FC         | 30       | 13 | 5  | 12 | 48 | 45 | +3  | 44   |
| 7  | Matáv FC Sopron             | 30       | 11 | 9  | 10 | 44 | 44 | 0   | 42   |
| 8  | FC Fehérvár²                | 30       | 11 | 10 | 9  | 44 | 36 | +8  | 40   |
| 9  | Diósgyőri VTK               | 30       | 11 | 4  | 15 | 39 | 45 | -6  | 37   |
| 10 | Pécsi Mecsek FC             | 30       | 9  | 9  | 12 | 33 | 35 | -2  | 36   |
| 11 | Budapest Honvéd FC          | 30       | 10 | 5  | 15 | 37 | 58 | -21 | 35   |
| 12 | NABI-Kaposvári Rákóczi FC   | 30       | 8  | 10 | 12 | 34 | 47 | -13 | 34   |
| 13 | Vasas SC                    | 30       | 10 | 3  | 17 | 34 | 48 | -14 | 33   |
| 14 | Lombard Pápa Termál FC      | 30       | 8  | 6  | 16 | 40 | 47 | -7  | 30   |
| 15 | Nyíregyháza Spartacus FC    | 30       | 5  | 11 | 14 | 38 | 63 | -25 | 26   |
| 16 | Előre FC Békéscsaba³        | 30       | 4  | 7  | 19 | 26 | 65 | -39 | 4    |

- 1: 1 pont levonva
- 2: 3 pont levonva
- 3: 15 pont levonva

|  | A Bajnokok Ligája selejtezőjének második körébe jut |
|  | Az UEFA-kupa selejtezőjébe jut                      |
|  | UEFA Intertotó Kupa első fordulójába jut            |
|  | Kiesők                                              |

#### Helyezések fordulónként
| Forduló  | 1  | 2  | 3  | 4  | 5  | 6  | 7  | 8  | 9  | 10 | 11 | 12 | 13 | 14 | 15 | 16 | 17 | 18 | 19 | 20 | 21 | 22 | 23 | 24 | 25 | 26 | 27 | 28 | 29 | 30 |
| -------- | -- | -- | -- | -- | -- | -- | -- | -- | -- | -- | -- | -- | -- | -- | -- | -- | -- | -- | -- | -- | -- | -- | -- | -- | -- | -- | -- | -- | -- | -- |
| Helyszín | O  | I  | O  | I  | O  | I  | O  | O  | I  | O  | I  | O  | I  | O  | I  | I  | O  | I  | O  | I  | O  | I  | I  | O  | I  | O  | I  | O  | I  | O  |
| Eredmény | V  | V  | V  | V  | GY | V  | V  | GY | V  | D  | GY | V  | V  | GY | V  | GY | V  | V  | GY | V  | GY | V  | GY | GY | D  | GY | D  | D  | GY | V  |
| Helyezés | 13 | 14 | 14 | 14 | 13 | 13 | 14 | 13 | 14 | 14 | 14 | 14 | 14 | 14 | 14 | 13 | 13 | 13 | 13 | 13 | 12 | 13 | 10 | 10 | 10 | 10 | 10 | 10 | 9  | 9  |

Helyszín: O = Otthon; I = Idegenben. Eredmény: GY = Győzelem; D = Döntetlen; V = Vereség.

#### Eredmények összesítése
Az alábbi táblázatban összesítve szerepelnek a Diósgyőri VTK 2004/05-ös bajnokságban elért eredményei.
| Ősz/tavasz (forduló)    | Otthon | Otthon | Otthon | Otthon | Otthon | Otthon | Otthon | Idegenben | Idegenben | Idegenben | Idegenben | Idegenben | Idegenben | Idegenben |
| Ősz/tavasz (forduló)    | M      | GY     | D      | V      | LG–KG  | GK     | P      | M         | GY        | D         | V         | LG–KG     | GK        | P         |
| ----------------------- | ------ | ------ | ------ | ------ | ------ | ------ | ------ | --------- | --------- | --------- | --------- | --------- | --------- | --------- |
| Őszi szezon (1–15.)     | 8      | 3      | 1      | 4      | 9–12   | –3     | 10     | 7         | 1         | 0         | 6         | 6–16      | –10       | 3         |
| Tavaszi szezon (16–30.) | 7      | 4      | 1      | 2      | 14–8   | +6     | 13     | 8         | 3         | 2         | 3         | 10–9      | +1        | 11        |
| Összesen (1–30.)        | 15     | 7      | 2      | 6      | 23–20  | +3     | 23     | 15        | 4         | 2         | 9         | 16–25     | –9        | 14        |

## Külső hivatkozások
- A csapat hivatalos honlapja (magyarul)
- A csapat mérkőzései a transfermarkt.de-n (németül)